# Mortal Kombat (datorspelsserie)
Mortal Kombat är en serie dator- och TV-spelsserie som främst består av fightingspel. Serien har funnits sedan 1992.

## Spel
| Titel                               | Släppår |
| ----------------------------------- | ------- |
| Mortal Kombat                       | 1992    |
| Mortal Kombat II                    | 1993    |
| Mortal Kombat 3                     | 1995    |
| Ultimate Mortal Kombat 3            | 1995    |
| Mortal Kombat Trilogy               | 1996    |
| Mortal Kombat 4                     | 1997    |
| Mortal Kombat Mythologies: Sub-Zero | 1997    |
| Mortal Kombat Gold                  | 1999    |
| Mortal Kombat: Special Forces       | 2000    |
| Mortal Kombat: Deadly Alliance      | 2002    |
| Mortal Kombat: Tournament Edition   | 2003    |
| Mortal Kombat: Deception            | 2004    |
| Mortal Kombat: Shaolin Monks        | 2005    |
| Mortal Kombat: Unchained            | 2006    |
| Mortal Kombat: Armageddon           | 2006    |
| Ultimate Mortal Kombat              | 2007    |
| Mortal Kombat vs. DC Universe       | 2008    |
| Mortal Kombat                       | 2011    |
| Mortal Kombat Arcade Kollection     | 2011    |
| Mortal Kombat: Komplete Edition     | 2012    |
| Mortal Kombat X                     | 2015    |
| Mortal Kombat 11                    | 2019    |

### Fotnoter
1. ↑  ”Mortal Kombat series” (på engelska). Mobygames. 21 mars 1992. http://www.mobygames.com/game-group/mortal-kombat-games/offset,25/so,1d/. Läst 19 april 2015.